# Рисовый пояс
Рисовый пояс (англ. Rice Belt) — регион США.

Рисовый пояс

Регион включает в себя четыре южных штата — Арканзас, Луизиану, Миссисипи и Техас, в которых собирается значительный процент национального урожая риса. Название дано по аналогии с Кукурузным поясом (Средний Запад) и другими аналогичными названиями американских регионов.
Арканзас — ведущий производитель риса в Соединённых штатах. За ним следуют Калифорния (не входит в Рисовый пояс), Луизиана, Миссисипи, Миссури (также не входит в Рисовый пояс) и Техас.